# Вила Гавенола (Империја)
Вила Гавенола је насеље у Италији у округу Империја, региону Лигурија.
Према процени из 2011. у насељу је живело 91 становника. Насеље се налази на надморској висини од 547 м.